# Harley-Davidson WLA
La Harley-Davidson WLA est une moto fabriquée par le constructeur américain Harley-Davidson selon les spécifications de l'Armée américaine au cours de la période entourant la Seconde Guerre mondiale. Elle a principalement été utilisée par l'armée américaine et ses alliés durant la Seconde Guerre mondiale. Elle était basée sur un modèle civil existant, la WL du type 45 solo, ainsi appelé en raison de la cylindrée du moteur de 45 ci (740 cm3) et de sa conception monoplace. Le même moteur, dans une version légèrement moins puissante, équipait  la Servi-Car à trois roues.

## Désignation
La désignation WLA de ce modèle s'interprète comme suit :
- W : famille des motos W. La série W de l’époque était la plus récente incarnation du moteur flathead de 45 ci (740 cm3). Elle a été développée à partir de la famille R antérieure ;
- L : high compression (« compression élevée ») ;
- A : army.

Harley produira également un modèle répondant aux spécifications légèrement différentes de l'Armée canadienne, la WLC (C pour Canada). Les WLC différaient des WLA principalement par l'utilisation de composants plus lourds, généralement des composants de motos Big Twin, ainsi que par un éclairage d'obscurcissement particulier.

## Historique

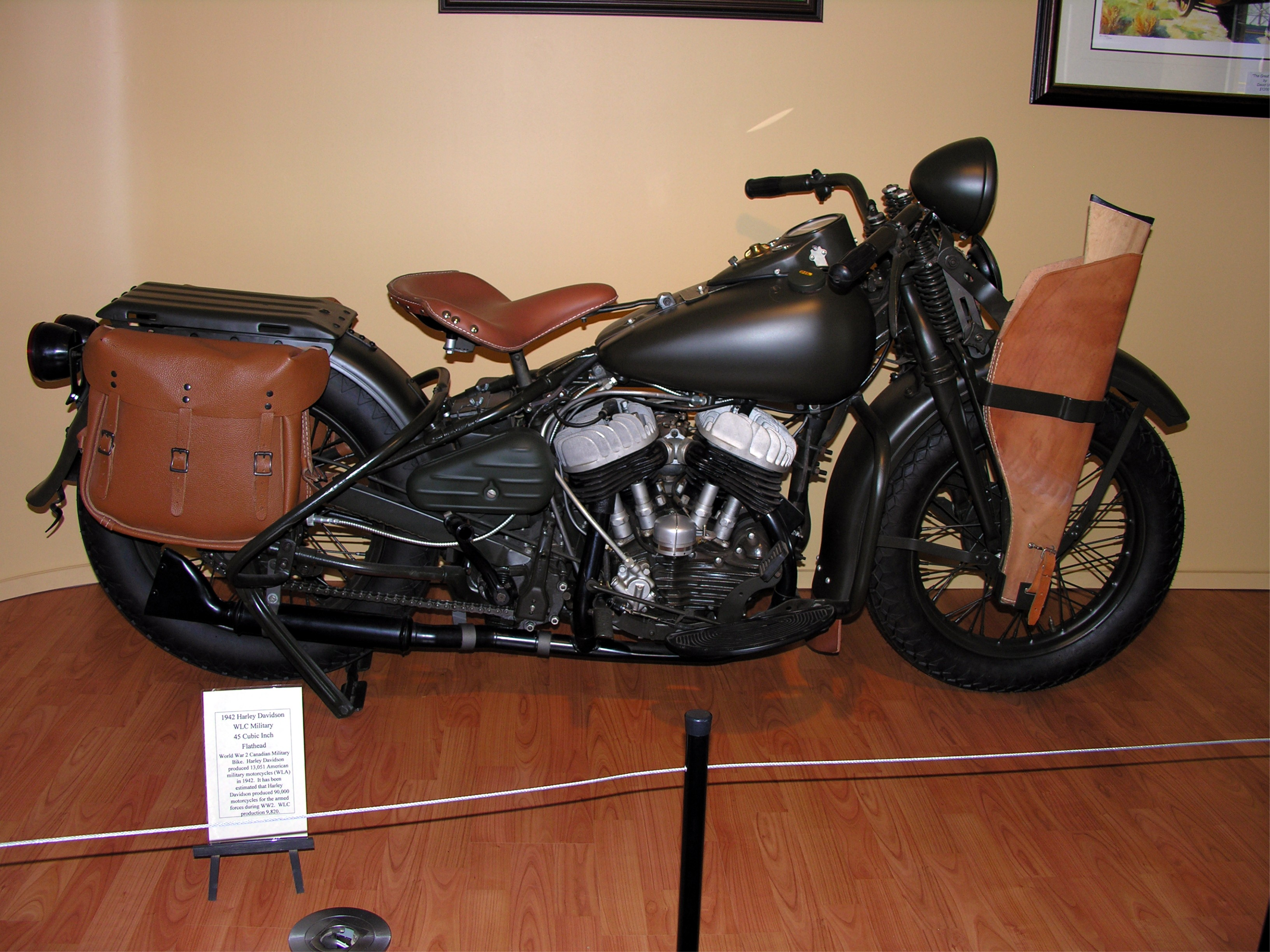
WLC (1942)

Harley-Davidson a commencé à produire la WLA en petit nombre en 1940, dans le cadre d'un développement de la production militaire générale. L'entrée ultérieure des États-Unis dans la Seconde Guerre mondiale a entraîné une augmentation significative de la production : plus de 90 000 exemplaires ont été produits pendant la guerre (avec des pièces de rechange potentiellement équivalentes à beaucoup d'autres motos). Harley-Davidson produisait également une variante WLA étroite pour l'Armée canadienne appelée WLC et fournit également de plus petites quantités au Royaume-Uni, à l'Afrique du Sud et à d'autres alliés, ainsi que des commandes pour différents modèles de la Marine et du Corps des Marines des États-Unis.
Exceptionnellement, toutes les WLA produites après l'attaque de Pearl Harbor de décembre 1941, quelle que soit l'année, se voient attribuer un numéro de série indiquant la production de 1942. Ainsi, les machines de temps de guerre sont identifiées sous le code 42WLA. Cela peut être dû à l'utilisation continue de la même spécification. La plupart des WLC ont été produits en 1943 et portent la marque 43WLC. Le numéro de série précis, ainsi que les marques de moulage, peuvent être utilisés pour dater avec précision un moteur spécifique, et certaines autres pièces portent des marques de l'année et du mois. Les cadres et de nombreuses autres pièces ne portaient pas le numéro de série et ne peuvent généralement pas être datés. Ceci était courant avant l'adoption du numéro d'identification du véhicule (VIN).
De nombreuses WLA furent expédiées aux alliés dans le cadre du programme de prêts-bails. L'Union soviétique fut le principal bénéficiaire. Elle récupéra plus de 30 000 WLA.
La production de la WLA cessa après la guerre mais fut relancée pour la guerre de Corée durant les années 1949-1952.
La plupart des WLA détenues par l’Ouest après la guerre furent vendues comme excédentaires et démilitarisées ; les nombreuses motos disponibles à très bas coût entraînèrent l'essor des choppers et autres styles de motos modifiés, ainsi que la culture motard qui l'entourait. De nombreux jeunes soldats rentraient chez eux dans l'espoir d'obtenir une Harley-Davidson comme ils les avaient vus ou utilisées durant leur service, ce qui contribua à la popularité d'après-guerre de la moto et de Harley-Davidson plus généralement.
Cependant, peu de WLA  originales survécurent aux États-Unis ou même en Europe occidentale. Un nombre important de WLA sont restées en Union soviétique et ont été stockées ou confiées à des propriétaires privés. Avec un accès limité aux pièces, aucune culture custom et aucune possibilité d'exportation vers l'Ouest, bon nombre de ces WLA ont été préservées pendant la guerre froide. La Russie et d’autres pays de l’ex-Union soviétique constituent désormais une source majeure en WLA et pièces correspondantes.

## Militarisation du modèle WL civil

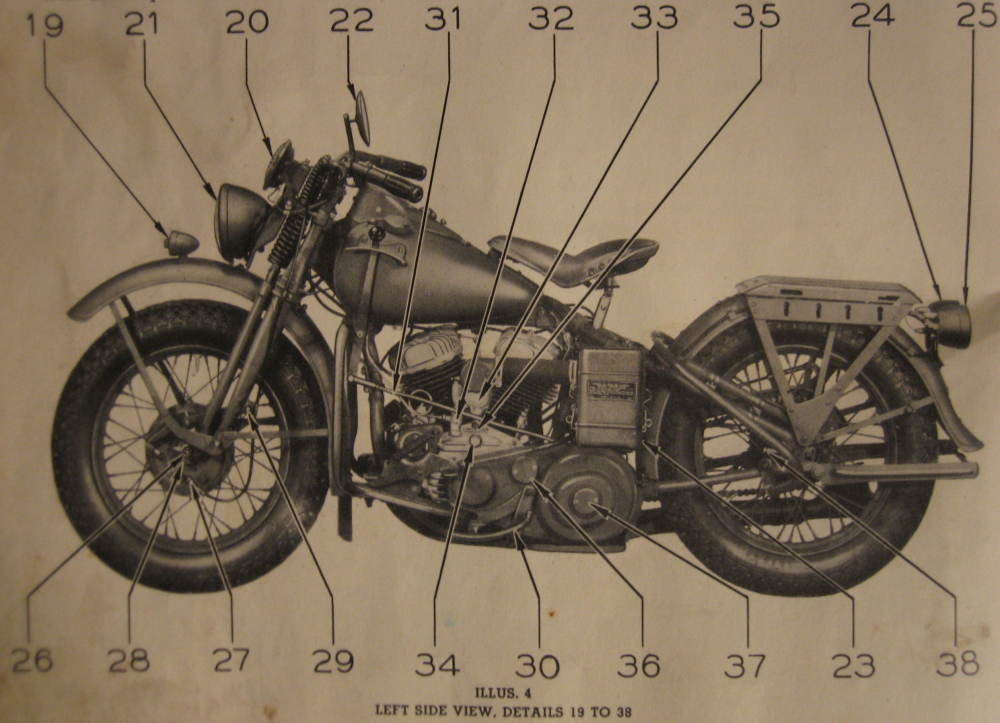
Diagramme du manuel de l'US Army pour la WLA.

La WLA est très similaire au modèle civil WL dont elle est dérivée. Parmi les changements qui la caractérisent, on peut noter :
- peinture et autres finitions : les surfaces peintes étaient généralement peintes en vert olive ou noir et les parties chromées ou nickelées étaient généralement bleuies, parkerisées ou peintes en blanc. Certaines pièces étaient laissées avec un aspect d'aluminium brut. Cependant, pour optimiser la réutilisation de pièces provenant de modèles civils, de nombreuses finitions restèrent dans leur version brillante ;
- lumières d'obscurcissement : afin de réduire la visibilité nocturne, les WLA étaient équipées d'un deuxième ensemble de feux arrière et de feux occultés ;
- garde-boues : afin de réduire le risque de colmatage par la boue, les flancs des garde-boues standards étaient enlevés ;
- accessoires : un porte-bagages robuste (pour les radios), une boîte à munitions, un fourreau de mitraillette Thompson en cuir, une plaque de protection, des protège-jambes et un pare-brise. La plupart recevaient moins d'accessoires, en particulier le pare-brise ou les protège-jambes ;
- épurateur d'air : un épurateur d'air à bain d'huile, utilisé à l'origine pour les tracteurs et autres véhicules dans des environnements poussiéreux, fut installé pour traiter la poussière et faciliter l'entretien sur le terrain[1] ;
- passage de gué : des modifications du reniflard du carter réduisaient les risques d’entrée d’eau dans le carter.

## Utilisations
L’armée américaine eut recours à ces motos pour des missions de police et d’escorte, des acheminements de courrier et des missions de dépistage, ainsi qu’à un usage limité pour le transport de radios et d’équipements de repérage de radios. Les motos alliées ne furent presque jamais utilisées comme véhicules de combat ni comme moyen de transport de troupes. Elles étaient donc rarement équipées de side-cars, contrairement aux motos utilisées par les troupes allemandes. La WLA a reçu le surnom de « Liberator », car elle était pilotée par des soldats libérant l'Europe occupée.

## Caractéristiques
Le moteur de la WLA est un bicylindre en V à soupapes latérales (flathead) fiable mais pas particulièrement performant par rapport aux moteurs à soupapes en tête de même cylindrée. Harley-Davidson avait déjà des moteurs à soupapes en tête en production pour ses lignes de Big Twin mais la conception small twin flathead était populaire pour des utilisations nécessitant plus de fiabilité que de puissance. Ce moteur est resté en production sur la Harley-Davidson Servi-Car de 1937 à 1973, bien qu'il ait été remplacé sur des motos par le moteur flathead plus évolué utilisé sur le modèle K (l'ancêtre de l'OHV Sportster) en 1952.
Bien que la désignation du modèle suggère une compression élevée, pour des raisons de fiabilité, la version Army utilisait une version à compression moyenne. D'un point de vue moderne, le taux de compression de 5:1 de la WLA est très faible. Grâce à ce faible taux de compression, une WLA pouvait fonctionner avec une essence ayant un faible indice d'octane (74), correspondant aux limites de l'industrie du raffinage au début de la guerre. 
La boite de vitesses séparée à trois rapports était commandée par un levier situé sur la gauche du réservoir, et l'embrayage par une pédale située à gauche.
La WLA était équipée d'une suspension avant Springer.  La roue arrière était dépourvue de suspension.

## Autres motos militaires
Harley-Davidson fournissait des motos à l'Armée pendant la Première Guerre mondiale et lors de précédentes missions contre des bandits mexicains tels que Pancho Villa.
Au cours de la Seconde Guerre mondiale, l’armée élabora un cahier des charges pour motocyclette très semblable aux BMW utilisées par les forces allemandes. Cela impliquait un entraînement par arbre, un moteur boxer et plusieurs autres caractéristiques qui rendaient les BMW exceptionnellement fiables et qui nécessitaient peu d’entretien. Harley-Davidson produisit la XA étroitement basée sur les modèles BMW. Bien qu’étant une excellente machine, environ 1 000 exemplaires seulement furent produits. En raison de nouvelles fonctionnalités et de sa faible production, la XA était chère, et à ce moment-là, il était clair que la Jeep était le véhicule de prédilection de l'Armée ; la WLA moins avancée mais moins chère fut jugée suffisante pour ses rôles limités.
Parmi les autres motos produites par Harley-Davidson durant la Seconde Guerre mondiale, il y avait les versions US Army et canadienne de la famille Big Twin EL, ELA et ELC, ainsi qu'une version armée de l'UL, l'ULA. Celles-ci furent produites principalement pour un usage « domestique » et non en très grand nombre ce qui par conséquent rend ces modèles très rares de nos jours.
Indian, le principal concurrent de Harley-Davidson à l'époque, a également produit un modèle de guerre, l'Indian 741, et un modèle V-twin longitudinal à commande manuelle, l'Indian 841.
Harley-Davidson produira plus tard la MT350E, après l’acquisition de la société britannique Armstrong en 1987. Il s’agit de machines mixtes, capables de rouler sur route et en tout-terrain, propulsées par des moteurs Rotax de 350 cm3. La MT350E était une refonte de la Armstrong MT500 de 500 cm3, avec un poids réduit, un démarrage électrique et des normes de pollution améliorées. Lors de la liquidation de SWM en 1984, Armstrong avait acquis les droits de la MT500, initialement baptisé SWM XN Tornado en Italie, puis la modifia pour un usage militaire avec l'assistance de CCM,. La MT350E a été principalement utilisée par les Britanniques et les Canadiens. Certaines sont encore utilisés.